# Кастеламонте
Кастеламонте (итал. Castellamonte) је насеље у Италији у округу Торино, региону Пијемонт.
Према процени из 2011. у насељу је живело 7215 становника. Насеље се налази на надморској висини од 348 м.

## Становништво
| 1936. | 1951. | 1961. | 1971. | 1981. | 1991. | 2001. | 2011. |
| ----- | ----- | ----- | ----- | ----- | ----- | ----- | ----- |
| 8.060 | 8.341 | 8.233 | 8.845 | 9.046 | 8.976 | 8.979 | 9.917 |